# Východní Flandry
Východní Flandry (nizozemsky Oost-Vlaanderen, francouzsky Flandre orientale) jsou jedna z deseti belgických provincií.
Nacházejí se ve Vlámském regionu a sousedí na severu s Nizozemskem, na východě s belgickými provinciemi Antverpy a Vlámský Brabant, na jihu s provincií Henegavsko a na západě s provincií Západní Flandry.
Východní Flandry se rozkládají na ploše 2982 km² a počet obyvatel činí 1 408 484 (údaj z 1. ledna 2008).
Mezi řeky protékající Východními Flandrami patří např. Šelda, Leie, Dender a Durme.
Nejvyšší bod provincie je vrch Hotondberg, jehož nadmořská výška činí 150 m.

Vlajka Vlámského regionu, která byla původně též vlajkou Východních Flander

## Vlajka
Nová verze vlajky Východních Flander vyobrazuje černého lva s červeným jazykem a drápy; její pozadí tvoří zelené a bílé vodorovné pruhy. Původně se vlajka Východních Flander shodovala s vlajkou Vlámského regionu, která znázorňuje černého lva na žlutém pozadí.

## Administrativní rozdělení
Východní Flandry jsou rozděleny na šest okresů (nizozemsky arrondissementen), které zahrnují celkem 65 obcí. Hlavním a zároveň největším městem je Gent.
| Arrondissement         | Arrondissement Aalst | Arrondissement Dendermonde | Arrondissement Eeklo                                                               |
| Poloha                 | | |                                                                                    |
| Počet obyvatel Rozloha | 264 566 468,92 km2 | 188 220 342,47 km2 | 79 882 333,83 km2                                                                  |
| Obce                   | - Aalst - Denderleeuw - Erpe-Mere - Geraardsbergen - Haaltert - Herzele - Lede - Ninove - Sint-Lievens-Houtem - Zottegem | - Berlare - Buggenhout - Dendermonde - Hamme - Laarne - Lebbeke - Waasmunster - Wetteren - Wichelen - Zele                    | - Assenede - Eeklo - Kaprijke - Maldegem - Sint-Laureins - Zelzate                 |
|                        | | |                                                                                    |
| Arrondissement         | Arrondissement Gent | Arrondissement Oudenaarde | Arrondissement Sint-Niklaas                                                        |
| Poloha                 | | |                                                                                    |
| Počet obyvatel Rozloha | 506 596 943,63 km2 | 115 575 418,80 km2 | 228 808 474,6 km2                                                                  |
| Obce                   | - Aalter - Deinze - De Pinte - Destelbergen - Evergem - Gavere - Gent - Knesselare - Lochristi - Lovendegem - Melle - Merelbeke - Moerbeke - Nazareth - Nevele - Oosterzele - Sint-Martens-Latem - Waarschoot - Wachtebeke - Zomergem - Zulte | - Brakel - Horebeke - Kluisbergen - Kruishoutem - Lierde - Maarkedal - Oudenaarde - Ronse - Wortegem-Petegem - Zingem - Zwalm | - Beveren - Kruibeke - Lokeren - Sint-Gillis-Waas - Sint-Niklaas - Stekene - Temse |